# Dolac (selo)
Pour les articles homonymes, voir Dolac.
Dolac (selo) (en serbe cyrillique : Долац (село)) est un village de Serbie situé dans la municipalité de Bela Palanka, district de Pirot. Au recensement de 2011, il comptait 52 habitants.

## Démographie
| 1948 | 1953 | 1961 | 1971 | 1981 | 1991 | 2002 | 2011 |
| ---- | ---- | ---- | ---- | ---- | ---- | ---- | ---- |
| 146  | 139  | 146  | 153  | 137  | 99   | 72   | 52   |

|  |